# Myllarguten
Torgeir Augundsson (né le 1er novembre 1801 à Sauherad, mort le 21 novembre 1872 à Rauland), plus connu sous le nom de  «Myllarguten», est un violoniste norvégien (violon Hardanger).